# Federación Ecuatoriana de Indios
La Federación Ecuatoriana de Indios (FEI) és una organització equatoriana dedicada a la defensa dels drets de les poblacions indígenes. Fundada l'any 1944 com a part de la Confederació de Treballadors de l'Equador (CTE) per líders indígenes com Dolores Cacuango (membre del Comitè Central del Partit Comunista de l'Equador), Jesús Gualavisí (cofundador el 1926 del Partit Socialista, avantpassat del Partit Comunista) o Tránsito Amaguaña i persones no indígenes. com Nela Martínez, la FEI es pot veure o bé com una creació directa del PCE, o bé com una organització fruit de les mateixes lluites i que ha seguit una trajectòria paral·lela. En efecte, els sindicats que formaran part de la FEI en la seva fundació estaven estretament vinculats al PCE des dels anys 1920. La federació va crear escoles per promoure l'alfabetització entre els pobles indígenes. Es va veure a si mateixa com a representant dels treballadors de la hisenda i dels huasipungueros i com a tal va lluitar per la reforma agrària, i quan aquesta es va produir entre 1963 i 1974 va perdre bona part de la seva importància. Actualment és minoritària.